# Classe Stereguščij
La classe Stereguščij altresì nota come Progetto 20380 (in cirillico: проекта 2038.0 Стерегущий, nome in codice NATO: Stereguščij) è una classe di corvette missilistiche di fabbricazione russa, costruite a partire dagli anni 2000 presso i cantieri di San Pietroburgo e di Komsomolsk sull'Amur ed attualmente in servizio nei ranghi della Marina Russa.
Pensate per sostituire le corvette della classe Grisha, oramai ai limiti della propria vita operativa, rappresentano un notevole salto di qualità rispetto alle loro progenitrici in quanto capaci di lanciare salve di missili guidati da un lanciatore verticale posto a prua. 
Denominate Progetto 2038.2 Tigr per i mercati esteri, la classe Stereguščij è stata vittima delle sanzioni internazionali comminate alla Russia in relazione agli accadimenti del 2014 avvenuti nella penisola crimeana: la produzione ha infatti subito un lungo stop dovuto alla sostituzione di numerosi componenti di produzione estera con omologhi di produzione locale.
Versione potenziata della classe Stereguščij sono le navi della classe Gremyaščij (progetto 20385).

## Storia
Il 15 dicembre 2020, il Ministero della difesa russo ha siglato un ulteriore ordine di 2 unità da destinare alla Flotta del Pacifico entro il 2028.

## Unità
| #  | Nome               | Cantiere           | Impostata         | Varata            | In servizio      | Flotta              | Stato          |
| -- | ------------------ | ------------------ | ----------------- | ----------------- | ---------------- | ------------------- | -------------- |
| 1  | Stereguščij        | San Pietroburgo    | 21 dicembre 2001  | 16 maggio 2006    | 14 novembre 2007 | Flotta del Baltico  | Attivo         |
| 2  | Soobrazitelnij     | San Pietroburgo    | 20 maggio 2003    | 31 marzo 2010     | 14 ottobre 2011  | Flotta del Baltico  | Attivo         |
| 3  | Bojkij             | San Pietroburgo    | 27 giugno 2005    | 15 aprile 2011    | 14 maggio 2013   | Flotta del Baltico  | Attivo         |
| 4  | Soveršennij        | Komsomolsk-on-Amur | 30 giugno 2006    | 22 maggio 2015    | 20 luglio 2017   | Flotta del Pacifico | Attivo         |
| 5  | Stoikij            | San Pietroburgo    | 10 novembre 2006  | 30 maggio 2012    | 10 luglio 2014   | Flotta del Baltico  | Attivo         |
| 6  | Gromkij            | Komsomolsk-on-Amur | 17 febbraio 2012  | 28 luglio 2017    | 25 dicembre 2018 | Flotta del Pacifico | Attivo         |
| 7  | Retivij            | San Pietroburgo    | 20 febbraio 2015  | 12 marzo 2020     | 2021             | Flotta del Baltico  | Attivo         |
| 8  | Strogij            | San Pietroburgo    | 20 febbraio 2015  |                   | 2024             | Flotta del Baltico  | in costruzione |
| 9  | Aldar Tsydenzhapov | Komsomolsk-on-Amur | 22 luglio 2015    | 12 settembre 2019 | 25 dicembre 2020 | Flotta del Pacifico | Attivo         |
| 10 | Rezkij             | Komsomolsk-on-Amur | 1º luglio 2016    | 1º luglio 2021    | settembre 2023   | Flotta del Pacifico | Attivo         |
| 11 | Grozny             | Komsomolsk-on-Amur | 23 agosto 2021    |                   |                  | Flotta del Pacifico | in costruzione |
| 12 | Bravij             | Komsomolsk-on-Amur | 29 settembre 2021 |                   |                  | Flotta del Pacifico | in costruzione |